# Teatro da Pontifícia Universidade Católica de São Paulo
Aspecto do interior do teatro.
O Teatro da Pontifícia Universidade Católica de São Paulo (TUCA), foi inaugurado no ano de 1965 e é considerado hoje um importante marco cultural para a cidade de São Paulo, bem como para o Brasil. Localizado no bairro de Perdizes na Rua Monte Alegre, 1024, ao lado da Universidade Pontifícia Católica (PUC-SP), próximo a estação de Metrô Palmeiras-Barra Funda, o teatro marcou na história cultural e política do país.
Tornou-se famoso pelas manifestações políticas que abrigou durante o regime da ditadura militar. O teatro apresenta duas salas principais: o Auditório Tibiriçá e o espaço Tucarena. Na maior sala do local cabem seiscentos e setenta e duas pessoas.
Durante a Ditadura, o Teatro da Pontifícia Universidade Católica (TUCA) foi palco de grande importância política. Servindo a todos tipos de interesses dos universitários e da população paulistana, o TUCA contribuiu ativamento no processo de redemocratização, sendo até hoje considerado um foco da resistência ao Regime Militar.
Em 1961, ganhou a ideia de construção do auditório que tinha como grande objetivo divulgar a arte nos meios universitários e nas sociedades de baixa renda.
Em 1984, dois incêndios deixaram o teatro destruído, sendo reaberto após dois anos, com poucos recursos, devido à mobilização das pessoas. Com o patrocínio do Ministério da Cultura (MINC) e do Banco Bradesco, o teatro reinaugurou com melhores condições em 2003.
Em março de 2016, a Polícia Militar de São Paulo (PM) entrou em confronto com estudantes da Universidade Pontifícia Católica (PUC-SP) em frente ao Tuca, durante uma manifestação a favor da então atual presidente Dilma Rousseff e contra o impeachment que, mais tarde, a tirou do poder.

## História
A Pontifícia Universidade Católica de São Paulo (PUC), fundada em 1946, precisava de um local para realizar suas conferências, palestras e reuniões estudantis. Foi quando, nos anos 1960, o então Reitor D. Antônio Maria Alves de Siqueira, iniciou um concurso para o projeto de construção de um espaço que comportasse tais eventos.
Benedito Calixto de Jesus Neto propôs que a estética desse novo espaço desse continuidade à mesma dos prédios já existentes da universidade, sendo então o projeto vencedor do concurso. Entretanto, a Reitoria ficou incerta quanto a continuidade do projeto, uma vez que o corpo estudantil da época criticava a "formalidade tradicionalista pensada para aquele espaço". 
O Teatro da Universidade Católica foi inaugurado em 11 de setembro 1965, com o intuito de promover eventos científicos e culturais da Pontifícia Universidade Católica (PUC). A preocupação com a difusão de eventos culturais em espaços universitários e para camadas com pessoas de baixa renda já existia desde 1961, uma vez que fundava-se na época o Grupo TUCA - Grupo de Teatro dos Universitários da Católica, pensado por Antônio Mercado Neto em parceria com Antônio da Costa Ciampa, então aluno do curso de Psicologia e presidente do DCE (Diretório Central dos Estudantes) da Pontifícia Universidade Católica de São Paulo (PUC).
No mês de abril de 1965, para o anúncio da inauguração do TUCA, anteriormente conhecido apenas como Auditório Tibiriçá, cartazes anunciando "O TUCA VEM AÍ" foram espalhados pela PUC. Na mesma época, abriram-se inscrições de uma montagem de alguma peça teatral a ser escolhida para a inauguração do teatro. A proposta era que a peça tivesse um tema que abrangesse a realidade brasileira da época. O escritor e jornalista «Roberto Freire». enciclopedia.itaucultural.org.br foi contratado como diretor-geral do grupo de teatro, enquanto o ator e diretor «Silnei Siqueira». teatropedia.com foi indicado como diretor de atores, José Armando Ferrara ficou responsável pela cenografia e Chico Buarque pela sonografia.
A primeira peça exibida no espaço teve como texto o poema "Morte e Vida Severina", de João Cabral de Melo Neto, obra que interessava ao grupo por diversos fatores como o fato do autor ser brasileiro, o tema se tratar de uma realidade social que se encontrava com a ideologia estudantil e por haver atores interessados no texto. Com inovações técnicas para aquela época e estéticas não-convencionais, o espetáculo foi bem recebido pelo público (que ficou 10 minutos aplaudindo de pé). Tal receptividade e crítica positivas acarretou uma viagem à França em 1966, onde o grupo teatral concorreu e venceu o Festival Mundial de Teatro Universitário. No total, a montagem levou 17.500 espectadores ao teatro em 32 sessões. Posteriormente, foi elogiado pela crítica e premiado pela Associação Paulista de Teatro (APCT). Foi então, em 1970, que Auditório Tibiriçá recebeu o nome TUCA, em referência ao grande público alcançado pelo grupo universitário que produzia as peças teatrais.
Em 2016, a comédia "Histeria" ficou em cartaz no teatro TUCA, tendo como realizador da produção, tradução e adaptação, Jô Soares, muito conhecido pelo seu programa de TV e livros escritos.
Em 2017, comemorando 10 anos em cartaz, o espetáculo "Improvável" (Espetáculo de improviso teatral da Cia Barbixas de Humor) continua o seu sucesso todas as quintas-feiras no teatro TUCA, sendo considerado o espetáculo que permaneceu por mais tempo nesse teatro.
Além dos espetáculos apresentados, são ministrados também cursos para interessados no meio artístico, com turmas separadas para crianças e adultos, tendo duração de 8 dias apenas ou duração de 34 semanas. As inscrições e informações podem ser feitas e adquiridas no próprio site do teatro.

### Resistência Artística
O Teatro da Pontifícia Universidade Católica foi um espaço para manifestações artísticas contra a repressão da Ditadura Militar no Brasil. Em 1972, a PUC criou o serviço de Extensão Cultural para promover outras atividades no TUCA além de peças teatrais, como festivais de música, shows nacionais e internacionais, conferências, congressos científicos e debates. Entre 1969 e 1974, o teatro se voltou para apresentações de um grupo de artistas expressivo, que fizeram parte da consolidação de novos estilos na arte. Estiveram no palco Elis Regina, Caetano Veloso, Vinicius de Moraes e Fernanda Montenegro, que em diversas ocasiões enfrentaram censura ao divulgar e executar seus trabalhos.
O segundo espetáculo montado pelo grupo TUCA e exibido no auditório da PUC foi "O&A", em 17 de setembro de 1967. O título da peça é uma referência à Organização dos Estados Americanos (OEA). A obra narra a história de um jovem, filho de uma personalidade política, que era preso por se manifestar contra um certo governo. Todos os diálogos da peça, no entanto, foram substituídos por "o" e "a", de modo que a montagem não pudesse ser censurada. A montagem é considerada inovadora e contemporânea até para os padrões atuais, já que confrontava a imposição do silêncio pela ditadura militar utilizando-se do próprio silêncio. Após o AI-5, o regime tornou-se mais rígido, com censuras, cassação de direitos políticos e exílio, prejudicando as exibições do espetáculo. Para que não houvesse apresentações de "O&A", os atores foram presos por agentes do governo horas antes do início das encenações. Chegou a ocorrer uma situação em que Chico Buarque e Henrique Suster (diretor do TUCA entre 1969 e 1974) foram cercados pela polícia federal no camarim, que os deram alguns empurrões e pontápes, dirigindo a ambos discursos contra subversão.
Em 1972, o TUCA foi escolhido para a realização de um ato contra a repressão durante o III Encontro Nacional dos Estudantes e foi invadido por policiais, sob comando do Coronel Erasmo Dias, resultando na prisão de cerca de 700 estudantes. Ocorreria, no mesmo ano no dia 22 de setembro, outro atentando policial a PUC e seus estudantes quando aproximadamente 500 policiais se dirigiram a faculdade e a invadiram, prendendo mais de 2 mil estudantes.
Tal acontecimento ajudou no incidente ocorrido anos depois, em 1984, quando um incêndio tomou conta do lugar. Depois que as investigações foram abertas, concluiu-se que o incêndio começou por uma falha termoelétrica, o que deixou muitos estudantes desconfiados - acreditaram tratar-se de um ato criminoso, já que algumas evidências não tiveram relevância durante as investigações. No mesmo ano, outro incêndio aconteceu no espaço TUCA, considerado então, um incêndio criminoso.

### Projeto arquitetônico
O TUCA começou a ser construído no início de 1960 e seu projeto arquitetônico foi realizado por Benedito Calixto de Jesus Neto, prestigiado arquiteto especializado em construções religiosas. A ideia de construção tinha a proposta de manter os mesmos traços das demais construções da PUC, como o prédio e a capela do campus Monte Alegre, construídos entre 1920 e 1924, mantendo o estilo neocolonial em seus arcos e janelas. O teatro sofreu dois incêndios em 1984, que causaram sérios danos em sua estrutura, sendo quase totalmente destruído. Um deles, inclusive, foi comprovadamente criminoso, embora as investigações não tenham concluído efetivamente as motivações do crime.
Por meio de uma campanha mobilizada pela sociedade, envolvendo artistas, estudantes e entidades, o TUCA foi recuperado em 1986, com o projeto de Joaquim Guedes, que previa quatro ambientes e três pavimentos, mas as doações não foram suficientes para completar as obras, o que levou o espaço a funcionar em condições precárias. Em junho de 1998, o Conselho de Defesa do Patrimônio Histórico, Arqueológico, Artístico e Turísico do Estado de São Paulo (CONDEPHAAT) iniciou o processo de tombamento do teatro Tuca como um bem cultural, histórico e arquitetônico. Mais tarde, em 2002, o Conselho incorporou ao tombamento todo conjunto de prédios da Pontifícia Universidade Católica de São Paulo, "devido à preservação da memória do bairro, da história do ensino superior e da resistência cultural e dos setores organizados frente ao autoritarismo do Regime Militar". No mesmo ano, foram retomadas as obras de reforma e todo o teatro foi reconstruído com a aprovação do Ministério da Cultura (Brasil).
Sob projeto do arquiteto Joaquim Guedes, a reforma do Teatro TUCA, do espaço Tucarena e dos dois auditórios, respeitou a configuração original, concentrando-se em questões de instalações elétricas, hidráulica, luminotécnica, cenotécnica, controles de acesso e segurança e alguns acabamentos, como novos revistemos de piso, paredes, forro e portas acústicas. Camarins, saguões (áreas de circulação), cabines de som e de iluminação e sanitários ao público também foram renovados, assim como a instalação de um sistema de ar condicionado e de segurança do teatro. No ano seguinte, em 22 de agosto de 2003, o TUCA foi reinaugurado, sendo um espaço cultural seguro e tendo início o seu processo de modernização.
Hoje, o Teatro da Pontifícia Universidade Católica possui dois espaços: Tibiriçá e Tucarena. O Tibiriçá conta com 670 poltronas, com área para cadeira de rodas e assentos especiais para obesos, além de seis camarins e iluminação cênica. É arquitetado no estilo de palco italiano, onde a plateia fica localizada apenas de frente para o palco. Já o segundo espaço, o Tucarena, tem capacidade para no máximo 300 poltronas que, até 2003, foi usado apenas para reuniões de professores e alunos ou para assuntos da faculdade PUC, mas hoje é voltado para produções artísticas da cidade. Arquitetado como arena, contém uma área redonda de 8 metros de diâmetro, onde os atores se apresentam e a plateia o circunda em 360 graus. Possui três camarins e iluminação cênica. O espaço também contempla uma galeria para exposições, no saguão do Tucarena. Além de peças de teatro, por se localizar dentro de uma instituição de ensino, o TUCA continua recebendo palestras, congressos e debates, perpetuando sua função inicial de auditório.

## Instalações
Além do Teatro Principal, o Tibiriçá, e o espaço Tucarena, as instalações do TUCA compreendem também:
- O Saguão do Teatro Principal

Possui 292,32 m² de área total.
- O Saguão do Tucarena

Possui 404 m² de área total.
- A Sala Paulo Freire

Um espaço de 115 m² de área total, suportando 82 lugares.
- A Sala de Ensaio

Possui 115 m² de área total.
- O Saguão Superior

Possui 198 m² de área total.

## Crítica
Em 28 de setembro de 2014, foi publicado na Folha de S.Paulo o resultado da avaliação feita pela equipe do jornal ao visitar os sessenta maiores teatros da cidade de São Paulo. O teatro TUCA foi premiado com quatro estrelas, "bom", com o consenso: "Uma placa na bilheteria avisa: as peças começam no horário. E começam mesmo. Dez minutos antes do início, quase todos os espectadores já estavam acomodados. O teatro tem aparência rústica, com paredes de tijolos aparentes, e poltronas confortáveis. Entretanto, como os assentos não são intercalados, uma pessoa alta na fileira da frente pode comprometer a visão."